# 湊長博
湊 長博（みなと ながひろ、1951年1月 - ）は、日本の医師、医学者。
京都大学医学博士。2020年10月より京都大学総長。

## 略歴
富山県立高岡高等学校卒業。1975年（昭和50年）3月 - 京都大学医学部卒業。1975年（昭和50年）7月 - 京都大学結核胸部疾患研究所附属病院医員（研修医）。1977年（昭和52年）7月 - 京都大学結核胸部疾患研究所附属病院医員。1977年（昭和52年）10月 - 米国アルバートアインシュタイン医科大学微生物免疫学教室客員研究員。
1980年（昭和55年）9月 - 自治医科大学助手。1982年（昭和57年）10月 - 自治医科大学講師。1990年（平成2年）8月 - 自治医科大学助教授。
1992年（平成4年）6月 - 京都大学医学部附属免疫研究施設教授。1993年（平成5年）4月 - 京都大学医学部教授。1995年（平成7年）4月 - 京都大学大学院医学研究科教授。1999年（平成11年）4月 - 京都大学大学院生命科学研究科教授。2002年（平成14年）4月 - 京都大学評議員（2004年〈平成16年〉3月まで）。
2007年（平成19年）4月 - 京都大学大学院医学研究科教授（2016年〈平成28年〉3月まで）。2007年（平成19年）10月 - 京都大学大学院医学研究科附属ゲノム医学センター長（2008年〈平成20年〉10月まで）。2010年（平成22年）10月 - 京都大学大学院医学研究科長・医学部長（2014年〈平成26年〉9月まで）。
2014年（平成26年）10月 - 京都大学理事・副学長（2020年〈令和2年〉9月まで）。2017年（平成29年）10月 - 京都大学プロボスト（2020年〈令和2年〉9月まで）。2020年（令和2年）10月 - 京都大学総長。

## 人物
- ノーベル賞受賞者である本庶佑と共同研究を行い、現在のがん免疫療法につながる成果を出している[1]。
- 当初、英語の勉強のつもりで読んだオーストラリアの免疫学者フランク・マクファーレン・バーネットの本『Cellular Immunology』を読み、免疫学者を志した[4]。
- 2021年3月、京都大学総長としての任期中の取り組みの方針「世界に輝く研究大学を目指して」を報告した。その中で、京都大学の基本理念に従い、自由の学風の下で独創的な研究を推進し、研究環境の整備、運営基盤の強化への注力を強調した。具体的には、学生や教員の多様性確保のため海外留学生の増加や若手、女性教員の増員などへの配慮、社会への発信力の強化などの取り組みを挙げている[5]。

## 著書

### 訳書
- 『免疫学』メディカルサイエンスインターナショナル、1999年5月1日。ISBN 4895922057。

### 共著
- 『新免疫研究Update 免疫システム研究から免疫疾患の病態制御・治療へ』医歯薬出版〈別冊・医学のあゆみ〉、2009年10月15日。国立国会図書館書誌ID:000010611999。
- 『ハピネスを求めて AIエンジン・免疫とがん・民間ロケット』丸善プラネット、2018年11月2日。ISBN 9784863453944。

## 講演
- 「Immunosenescence 」（KTCC International Symposium 2009年）
- 「Cancer Immunotherapy 」（日本免疫学会シンポジウム 2009年）
- 「Human gd T cells 」（Wohan Medical School Symposium 2009年）
- 免疫老化（産総研シンポジウム 2010年 産総研）
- 「Human gd T cells and Cancer Immunotherapy 」（International Symposium on Cancer Biology 2010年）
- 「免疫老化について 」（抗加齢医学学会シンポジウム 2010年 抗加齢医学学会）
- 「PD-1 expressing T cells 」（日本血液学会シンポジウム 2011年）
- 「Immunotherapy using gamma-delta T cells 」（Science in Japan Forum 2011年）